# 达拉·洛桑三旦
达拉·洛桑三旦（藏語：བློ་བཟང་བསམ་གཏན་，威利转写：blo bzang bsam gtan，1933年—1985年）藏族，西藏拉萨人，十四世达赖喇嘛的三哥。

## 生平

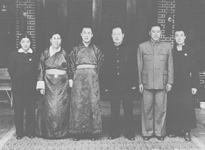
1955年在北京的合影。左起：次仁卓玛（达赖喇嘛的姐姐），德吉才仁（达赖喇嘛的母亲），达赖喇嘛，（不详），平措旺杰，洛桑三旦

洛桑三旦长弟弟达赖喇嘛两岁，早年出家为僧。1948年，洛桑三旦被噶厦升为堪钦（寺庙名誉住持），不久升为三品代理基巧堪布（总管）。达赖喇嘛亲政前后，洛桑三旦负责向达赖喇嘛通报西藏大小事件。
西藏和平解放后，1952年5月4日，中国新民主主义青年团西藏工委成立当天，拉萨市爱国青年文化联谊会筹备委员会成立。同年11月17日，中共西藏工委书记张经武同达赖喇嘛商定并批准成立了拉萨市爱国青年文化联谊会。1953年1月31日，拉萨市爱国青年文化联谊会召开成立大会，代理基巧堪布达拉·洛桑三旦兼任会长。1954年7月2日，中华民主青年联谊会常务委员会接受拉萨市爱国青年文化联谊会为会员。
1956年4月，洛桑三旦被任命为西藏自治区筹备委员会委员，并任公安处副处长。
1956年7月3日，西藏青年代表大会筹备委员会成立，达拉·洛桑三旦任主任，雪康·土登尼玛为副主任。同年9月，西藏第一次青年代表大会召开，选举达拉·洛桑三旦为主席，雪康·土登尼玛为副主席，并宣出98名委员，组成西藏爱国青年联谊会第一届委员会。。
1959年藏区骚乱后，洛桑三旦离开西藏，并被撤销西藏自治区筹备委员会委员职务。此后洛桑三旦赴美国担任西藏流亡政府驻纽约办事处秘书长，并加入美国籍。后赴印度担任西藏流亡政府卫生部与藏医院负责人等职。1979年5月，达赖喇嘛派出达拉·洛桑三旦的五人代表团参观拉萨、那曲、日喀则、江孜、泽当、林芝、昌都等地。
1985年，洛桑三旦病逝。

## 家庭
其妻达拉·南杰拉姆曾任西藏流亡政府卫生部助理秘书长多年，1988年11月升任卫生部秘书长。